# Le Fil de l'épée
Le Fil de l'épée est un ouvrage publié par Charles de Gaulle, alors commandant, en juillet 1932.

## L'ouvrage
Ce livre reste l'ouvrage de référence de Charles de Gaulle. Il y expose principalement sa vision de l'Histoire, de la guerre, et de ce que doit être un bon chef militaire.
Écrit lors de l'entre-deux-guerres, ce livre prouva a posteriori l'exactitude des constats et l'esprit visionnaire de Charles de Gaulle. Ce dernier espérait que ses idées inciteraient l'armée française à moderniser son enseignement, en encourageant et développant chez les jeunes officiers l'instinct, l'esprit d'initiative ou encore l'autorité (qualités fondamentales d'un chef militaire pour de Gaulle). Les dirigeants de l'armée française ne saisirent malheureusement pas l'importance des propos de l'auteur, alors qu'outre-Rhin, les chefs de la Wehrmacht dispensaient un enseignement militaire qui contribua aux victoires allemandes lors de la Seconde Guerre mondiale.
Le président américain Richard Nixon, seul président américain francophile après la Seconde Guerre mondiale, qui appréciait beaucoup l'œuvre de De Gaulle (et particulièrement ses Mémoires de guerre), demanda à faire traduire Le fil de l'épée une fois arrivé à la Maison-Blanche, et en fit son livre de chevet.

## Résumé

### Avant-propos
Tout d'abord, de Gaulle rappelle l'importance de la force dans le mouvement de l'Histoire : « [I]l faut cette accoucheuse pour tirer au jour le progrès. Pavois des maîtres, rempart des trônes, bélier des révolutions […], la force fait la loi aux peuples et leur règle leur destin. » Il rappelle ensuite le symbole qu'elle représente dans l'imaginaire d'une civilisation : « [P]ourrait-on comprendre la Grèce sans Salamine, Rome sans les légions, la Chrétienté sans l'épée, l'Islam sans le cimeterre, la Révolution sans Valmy […] ? »
Il prédit l'avènement d'un conflit européen par impuissance des lois internationales récentes, citant le cardinal de Retz : « Les lois désarmées tombent dans le mépris ». Il déclare que la force militaire est un élément essentiel de la civilisation et possède, de plus, une dimension morale puisqu'elle pousse les individus à s'unir par abnégation dans un objectif commun. Il est donc nécessaire, selon lui, que l’armée retrouve une place prééminente dans la société.
Enfin, il introduit les difficultés de l’armée française, notamment en ce qui concerne la doctrine des nouvelles armes mécaniques, et la politique de détente en temps de paix.

### Chapitre 1: De l’action de Guerre
De Gaulle définit ce qui est nécessaire à l'action de guerre en suivant le raisonnement suivant :
L’action de guerre est soumise à la contingence. Or l’intelligence, d’après Bergson, cherche le constant et se sent mal à l’aise sur les nouveaux terrains. Par conséquent, de Gaulle postule que c'est l'instinct du chef qui fournit le cadre concret de l'action. Les suggestions de cet instinct devant en retour être traitées par l'intelligence, suivant une méthode. Ainsi, l’intelligence, bien qu'y prenant part, ne suffit pas à elle seule à l’action de guerre, qui est alors définie comme l'action conjuguée de l'instinct et de l'intelligence. Or de Gaulle remarque que l'instinct est en ce moment négligé dans les doctrines militaires françaises.
Il décrit ensuite ce qui lui semble être l'action d'un bon chef.
Un bon chef ne doit pas tout prescrire. Les règlements et les ordres trop précis conduisent à la lourdeur des échelons inférieurs, incapables de s'ajuster aux cas concrets. À l'inverse, une trop grande prise d'initiative par un échelon inférieur doit être naturellement bridée par l'autorité du chef. Cette autorité est nécessaire pour avoir « prise sur les âmes » et cristalliser la foi et l'espoir. De Gaulle en conclut que l'intelligence, l'instinct et l'autorité sont les trois compétences nécessaires au chef. Or, pour de Gaulle, ces deux dernières compétences (instinct et autorité), qui relèvent du domaine du caractère, ne sont pas assez prises en compte pour le recrutement des chefs en France.

### Chapitre 2: Du caractère
La première partie est un récit chronologique sur l'armée française. De Gaulle montre l'influence du sentiment national de la population sur les performances de son armée. Pour l'auteur, la France a besoin de faire renaître la morale et l'ardeur de l'armée, dont le ferment sera le caractère du chef.
Dans une seconde partie, il définit ce qu'est « l'homme de caractère », c'est-à-dire celui qui impose l'action et en prend les responsabilités : « Face à l'événement, c'est à soi-même que recourt l'homme de caractère ». L'homme de caractère confère une noblesse à l'action en cherchant la réussite plus que le gain personnel. Le poids des responsabilités introduit une distance entre le chef et ses hommes, mais celle-ci est nécessaire au prestige et se trouve compensée par le sentiment de sécurité que le chef procure. De Gaulle précise, à propos de l'autorité : « Un tel chef est distant, car l'autorité ne va pas sans prestige, ni le prestige sans éloignement ».
La dernière partie concerne la place de l'armée dans un monde en mutation. Pour de Gaulle, une armée doit s'adapter aux attraits de l'action personnelle, en prenant le caractère[pas clair] d'un militaire comme critère de recrutement ou de promotion. L’esprit d'initiative lui semble d'autant plus nécessaire que de nouvelles armes apparaissent. Enfin, accepter l'esprit d’initiative procure à une armée de la vigueur morale.

### Chapitre 3: Du prestige
De Gaulle part du constat suivant : l'autorité est affaiblie comme l'ordre moral avant elle. Or, cette crise ne saurait durer car l'homme a besoin d'organisation. Mais il faut prendre en compte que désormais l'autorité se construit sur la valeur individuelle de chacun et non sur la fonction. Le prestige devient donc le seul ressort du commandement.
Il définit donc le prestige comme un don naturel qui ne peut aller sans mystère car « l'on révère peu ce que l'on connaît trop bien ». Ce mystère de l'âme ne va pas sans celui des gestes et des mots puisque « rien ne rehausse mieux l'autorité que le silence ». Cependant, cette réserve ne peut fonctionner sans le sentiment d'ardeur du chef, qui le conduit à faire des efforts qui rebuteraient le plus grand nombre.
En conclusion de ce chapitre, de Gaulle écrit : « On ne fait rien de grand sans les grands hommes et ceux-ci le sont pour l'avoir voulu. »

### Conclusion
La conclusion de l'ouvrage se compose ainsi : « Il n'y a pas dans les armes de carrière illustre qui n'ait servi une vaste politique, ni de grande gloire d'homme d’État que n'ait doré l'éclat de la défense nationale. »

#### Commentaire
La lecture de ce livre, probablement le plus important des écrits de Charles de Gaulle avec les Mémoires de Guerre, permet de bien comprendre les décisions qu'il a prises à partir du 18 juin 1940 et beaucoup des ressorts de sa pensée.